# DDR-Fußballmeisterschaft der Junioren 1953
Die DDR-Fußballmeisterschaft der Junioren 1953 war die 4. Auflage dieses Wettbewerbes, der von der Sektion Fußball (DDR) durchgeführt wurde. Der Wettbewerb begann am 31. Mai 1953 mit der Vorrunde und endete am 9. August 1953 mit dem Titelgewinn der BSG Motor Grubenlampe Zwickau, die im Wiederholungsspiel des Finales gegen die BSG Motor Quedlinburg gewann.

## Teilnehmende Mannschaften
An der DDR-Fußballmeisterschaft der Junioren (A-Jugend) für die Altersklasse (AK) 17/18 nahmen die Bezirksmeister bzw. dessen Vertreter der 14 Bezirke auf dem Gebiet der DDR, der Meister und Vizemeister aus Ost-Berlin und der diesjährige Junge Welt-Pokalsieger teil. Spielberechtigt waren Spieler bis zum 18. Lebensjahr (Stichtag: 1. August 1934).
Folgende Mannschaften qualifizierten sich für die DDR-Fußballmeisterschaft der Junioren:
| - Bezirk Rostock BSG Motor Rostock - Bezirk Schwerin BSG Fortschritt Neustadt-Glewe - Bezirk Neubrandenburg BSG Turbine Neubrandenburg - Bezirk Potsdam BSG Einheit Nauen - Ost-Berlin Adlershofer BC SG Buchholz (Vizemeister) | - Bezirk Frankfurt (Oder) BSG Einheit Frankfurt - Bezirk Magdeburg BSG Turbine Magdeburg - Bezirk Halle BSG Motor Quedlinburg - Bezirk Leipzig BSG Chemie Leipzig - Bezirk Cottbus BSG Traktor Herzberg | - Bezirk Dresden BSG Motor Görlitz - Bezirk Karl-Marx-Stadt BSG Motor Grubenlampe Zwickau BSG Wismut Neuwürschnitz (Junge Welt-Pokalsieger) - Bezirk Erfurt BSG Turbine Erfurt - Bezirk Gera BSG Motor Neustadt (Orla) - Bezirk Suhl BSG Chemie Lauscha |

## Modus
In der Vorrunde wurde in sechs Gruppen gespielt, davon fünf nach territorialen Gesichtspunkten zu je drei Mannschaften und eine mit dem Vizemeister aus Ost-Berlin und dem Junge Welt-Pokalsieger. In diesen, wurde nach dem Modus „Jeder gegen Jeden“ in einer einfachen Runde gespielt. Die sechs Gruppensieger zogen in die Zwischenrunde ein, in der in zwei Gruppen zu je drei Mannschaften nach dem gleichen Modus wie in der Vorrunde die Finalisten ermittelt wurden.
Das Finale wurde auf einem neutralen Platz ausgetragen. In diesem wurde versucht, in 80 Minuten einen Gewinner auszuspielen. Stand es danach unentschieden, kam es zu einer zwanzigminütigen Verlängerung. War danach immer noch kein Sieger gefunden, wurde ein Wiederholungsspiel angesetzt.

## Vorrunde

### Gruppe I
Spiele
| Datum                   |                               | Ergebnis |                               |
| ----------------------- | ----------------------------- | -------- | ----------------------------- |
| So 31. März, 14:00 Uhr  | BSG Motor Grubenlampe Zwickau | 4:1      | BSG Chemie Leipzig            |
| So 07. April, 14:00 Uhr | BSG Motor Görlitz             | 2:2      | BSG Motor Grubenlampe Zwickau |
| So 14. April, 14:00 Uhr | BSG Chemie Leipzig            | 2:4      | BSG Motor Görlitz             |

Abschlusstabelle
| Pl. | Mannschaft                    | Sp. | S | U | N | Tore    | Quote | Punkte |
| --- | ----------------------------- | --- | - | - | - | ------- | ----- | ------ |
| 1.  | BSG Motor Grubenlampe Zwickau | 2   | 1 | 1 | 0 | 006:300 | 2,00  | 03:10  |
| 2.  | BSG Motor Görlitz             | 2   | 1 | 1 | 0 | 006:400 | 1,50  | 03:10  |
| 3.  | BSG Chemie Leipzig            | 2   | 0 | 0 | 2 | 003:800 | 0,38  | 0:40   |

### Gruppe II
Spiele
| Datum                   |                           | Ergebnis |                           |
| ----------------------- | ------------------------- | -------- | ------------------------- |
| So 31. März, 14:00 Uhr  | BSG Motor Neustadt (Orla) | 6:0      | BSG Chemie Lauscha        |
| So 07. April, 14:00 Uhr | BSG Turbine Erfurt        | 1:2      | BSG Motor Neustadt (Orla) |
| So 14. April, 14:00 Uhr | BSG Chemie Lauscha        | 4:0      | BSG Turbine Erfurt        |

Abschlusstabelle
| Pl. | Mannschaft                | Sp. | S | U | N | Tore    | Quote | Punkte |
| --- | ------------------------- | --- | - | - | - | ------- | ----- | ------ |
| 1.  | BSG Motor Neustadt (Orla) | 2   | 2 | 0 | 0 | 008:100 | 8,00  | 04:0   |
| 2.  | BSG Chemie Lauscha        | 2   | 1 | 0 | 1 | 004:600 | 0,67  | 02:20  |
| 3.  | BSG Turbine Erfurt        | 2   | 0 | 0 | 2 | 001:600 | 0,17  | 0:40   |

### Gruppe III
Spiele
| Datum                   |                       | Ergebnis |                       |
| ----------------------- | --------------------- | -------- | --------------------- |
| So 31. März, 14:00 Uhr  | BSG Traktor Herzberg  | 6:1      | BSG Einheit Nauen     |
| So 07. April, 14:00 Uhr | BSG Einheit Frankfurt | 2:4      | BSG Traktor Herzberg  |
| So 14. April, 14:00 Uhr | BSG Einheit Nauen     | 4:0      | BSG Einheit Frankfurt |

Abschlusstabelle
| Pl. | Mannschaft            | Sp. | S | U | N | Tore    | Quote | Punkte |
| --- | --------------------- | --- | - | - | - | ------- | ----- | ------ |
| 1.  | BSG Traktor Herzberg  | 2   | 2 | 0 | 0 | 010:300 | 3,33  | 04:0   |
| 2.  | BSG Einheit Nauen     | 2   | 1 | 0 | 1 | 005:600 | 0,83  | 02:20  |
| 3.  | BSG Einheit Frankfurt | 2   | 0 | 0 | 2 | 002:800 | 0,25  | 0:40   |

### Gruppe IV
Spiele
| Datum                   |                                | Ergebnis |                                |
| ----------------------- | ------------------------------ | -------- | ------------------------------ |
| So 31. März, 14:00 Uhr  | BSG Motor Rostock              | 1:1      | BSG Turbine Neubrandenburg     |
| So 07. April, 14:00 Uhr | BSG Fortschritt Neustadt-Glewe | 2:3      | BSG Motor Rostock              |
| So 14. April, 14:00 Uhr | BSG Turbine Neubrandenburg     | 6:2      | BSG Fortschritt Neustadt-Glewe |

Abschlusstabelle
| Pl. | Mannschaft                     | Sp. | S | U | N | Tore    | Quote | Punkte |
| --- | ------------------------------ | --- | - | - | - | ------- | ----- | ------ |
| 1.  | BSG Turbine Neubrandenburg     | 2   | 1 | 1 | 0 | 007:300 | 2,33  | 03:10  |
| 2.  | BSG Motor Rostock              | 2   | 1 | 1 | 0 | 004:300 | 1,33  | 03:10  |
| 3.  | BSG Fortschritt Neustadt-Glewe | 2   | 0 | 0 | 2 | 004:900 | 0,44  | 0:40   |

### Gruppe V
Spiele
| Datum                   |                       | Ergebnis |                       |
| ----------------------- | --------------------- | -------- | --------------------- |
| So 31. März, 14:00 Uhr  | BSG Motor Quedlinburg | 4:1      | BSG Turbine Magdeburg |
| So 07. April, 14:00 Uhr | Adlershofer BC        | 1:0      | BSG Motor Quedlinburg |
| So 14. April, 14:00 Uhr | BSG Turbine Magdeburg | 4:1      | Adlershofer BC        |

Abschlusstabelle
| Pl. | Mannschaft            | Sp. | S | U | N | Tore    | Quote | Punkte |
| --- | --------------------- | --- | - | - | - | ------- | ----- | ------ |
| 1.  | BSG Motor Quedlinburg | 2   | 1 | 0 | 1 | 004:200 | 2,00  | 02:20  |
| 2.  | BSG Turbine Magdeburg | 2   | 1 | 0 | 1 | 005:500 | 1,00  | 02:20  |
| 3.  | Adlershofer BC        | 2   | 1 | 0 | 1 | 002:400 | 0,50  | 02:20  |

### Gruppe VI
Spiele
| Datum                   |                          | Ergebnis |                          |
| ----------------------- | ------------------------ | -------- | ------------------------ |
| So 31. März, 14:00 Uhr  | SG Buchholz              | 2:1      | BSG Wismut Neuwürschnitz |
| So 07. April, 14:00 Uhr | BSG Wismut Neuwürschnitz | 1:2      | SG Buchholz              |

Abschlusstabelle
| Pl. | Mannschaft               | Sp. | S | U | N | Tore    | Quote | Punkte |
| --- | ------------------------ | --- | - | - | - | ------- | ----- | ------ |
| 1.  | SG Buchholz              | 2   | 2 | 0 | 0 | 004:200 | 2,00  | 04:0   |
| 2.  | BSG Wismut Neuwürschnitz | 2   | 0 | 0 | 2 | 002:400 | 0,50  | 0:40   |

## Zwischenrunde

### Gruppe A
Spiele
| Datum                   |                            | Ergebnis |                            |
| ----------------------- | -------------------------- | -------- | -------------------------- |
| So 05. Juli, 14:00 Uhr  | BSG Motor Quedlinburg      | 2:0      | SG Buchholz                |
| Mi 0.8. Juli, 14:00 Uhr | SG Buchholz                | [ A 1 ]  | BSG Turbine Neubrandenburg |
| So 12. Juli, 14:00 Uhr  | BSG Turbine Neubrandenburg | 1:1      | BSG Motor Quedlinburg      |

1. ↑  SG Buchholz – BSG Turbine Neubrandenburg 3:0 ; Wertung: 2:0 Punkte 0:0 Tore für Neubrandenburg, weil bei Buchholz ein gegen Motor Quedlinburg des Feldes verwiesener Spieler, ohne die automatische Sperre einzuhalten mitwirkte.

Abschlusstabelle
| Pl. | Mannschaft                 | Sp. | S | U | N | Tore    | Quote | Punkte |
| --- | -------------------------- | --- | - | - | - | ------- | ----- | ------ |
| 1.  | BSG Motor Quedlinburg      | 2   | 1 | 1 | 0 | 003:100 | 3,00  | 03:10  |
| 2.  | BSG Turbine Neubrandenburg | 2   | 1 | 1 | 0 | 001:100 | 1,00  | 03:10  |
| 3.  | SG Buchholz                | 2   | 0 | 0 | 2 | 000:200 | 0,00  | 0:40   |

### Gruppe B
Spiele
| Datum                   |                               | Ergebnis |                               |
| ----------------------- | ----------------------------- | -------- | ----------------------------- |
| So 05. Juli, 14:00 Uhr  | BSG Motor Grubenlampe Zwickau | 4:0      | BSG Traktor Herzberg          |
| Mi 0.8. Juli, 14:00 Uhr | BSG Traktor Herzberg          | :        | BSG Motor Neustadt (Orla)     |
| So 12. Juli, 14:00 Uhr  | BSG Motor Neustadt (Orla)     | 2:0      | BSG Motor Grubenlampe Zwickau |

Abschlusstabelle
| Pl. | Mannschaft                    | Sp. | S | U | N | Tore    | Quote | Punkte |
| --- | ----------------------------- | --- | - | - | - | ------- | ----- | ------ |
| 1.  | BSG Motor Grubenlampe Zwickau | 2   | 1 | 0 | 1 | 004:200 | 2,00  | 02:20  |
| 2.  | BSG Motor Neustadt (Orla)     | 2   | 1 | 0 | 1 | 000:000 | 1,00  | 02:20  |
| 3.  | BSG Traktor Herzberg          | 2   | 1 | 0 | 1 | 000:000 | 1,00  | 02:20  |

## Finale
| Paarung                       | BSG Motor Quedlinburg – BSG Motor Grubenlampe Zwickau                                                                           |
| Ergebnis                      | 1:1 n. V. (1:1, 1:1) |
| Datum                         | Samstag, 18. Juli 1953 um 17:30 Uhr                                                                                             |
| Stadion                       | Kampfbahn Charlottenhof, Leipzig-Lindenau                                                                                       |
| Zuschauer                     | 1.500 |
| Schiedsrichter                | W. Schumberg (Heidenau) |
| Tore                          | 1:0 Henneberg (22.) 1:1 Nestler (23.)                                                                                           |
| BSG Motor Quedlinburg         | Höhne – Eichner, Struckmeyer, Röver – Reimann, Noll – Stolp, Martin Skaba, Kurth (41. Stein), Liebau, Hans-Joachim Henneberg    |
| BSG Motor Grubenlampe Zwickau | Queck – Sajet, Schlegel, Brettschneider – Fischer, Dost – Ploch, Nestler, Gerisch, Baumann, Schumacher Cheftrainer: Walter Maul |

Wiederholungsspiel
| Paarung                       | BSG Motor Grubenlampe Zwickau – BSG Motor Quedlinburg                                                                                    |
| Ergebnis                      | 5:1 (2:1) |
| Datum                         | Sonntag, 9. August 1953 |
| Stadion                       | Weimarer Stadion, Weimar |
| Zuschauer                     | 5.000 |
| Schiedsrichter                | Urban (Weimar) |
| Tore                          | 1:0 Schumacher (6.) 2:0 Baumann (9.) 2:1 Skaba (12.) 3:1 Franz (46.) 4:1 Gerisch (65.) 5:1 Baumann (74., Foulstrafstoß)                  |
| BSG Motor Grubenlampe Zwickau | Queck – Sajet, Schlegel, Brettschneider – Fischer, Dost – Nestler, Eberhard Franz, Gerisch, Baumann, Schumacher Cheftrainer: Walter Maul |
| BSG Motor Quedlinburg         | Höhne – Eichner, Struckmeyer, Röver – Reimann, Weisel (50. Bucksch) – Hans-Joachim Henneberg, Liebau, Martin Skaba, Noll, Hesse          |